# 七所神社 (名古屋市)
七所神社（ななしょじんじゃ）は、愛知県名古屋市南区笠寺町天満12に鎮座する神社。笠寺七所神社（かさでらななしょじんじゃ）とも呼ばれる。本殿が登録有形文化財。
7柱の祭神を祀っていることが名称の由来である。

## 祭神
- 日本武尊（やまとたけるのみこと）
- 須佐之男尊（すさのおのみこと）
- 宇賀御魂尊（うがのみたまのみこと）
- 天穂日尊（あめのほひのみこと）
- 天忍穂耳尊（あめのおしほみみのみこと）
- 宮簀媛命（みやずひめのみこと）
- 乎止与命（おとよのみこと）

## 由緒
創建年は不詳だが、承平年間（931年-938年）の創建と言われる。天慶3年（940年）、平将門が降伏祈願のために熱田神宮から勧請したと伝わる。
本殿の再建年代は不詳だが、口伝では大正時代とされている。太平洋戦争末期の名古屋大空襲では拝殿と祭文殿が焼失（後に再建）したが、本殿は空襲の被害を免れた。
戦後の名古屋市で復興した神社本殿の多くは神明造で再建され、流造で再建された場合でも屋根は瓦葺または銅板葺である場合が多い。流造で檜皮葺という七所神社本殿は名古屋市において貴重であるとされる。
1959年（昭和34年）9月に伊勢湾台風では本殿が大きな被害を受け、庇の屋根は根本的な修復がなされていない。2018年（平成30年）11月2日、本殿が登録有形文化財に登録された。

## 境内

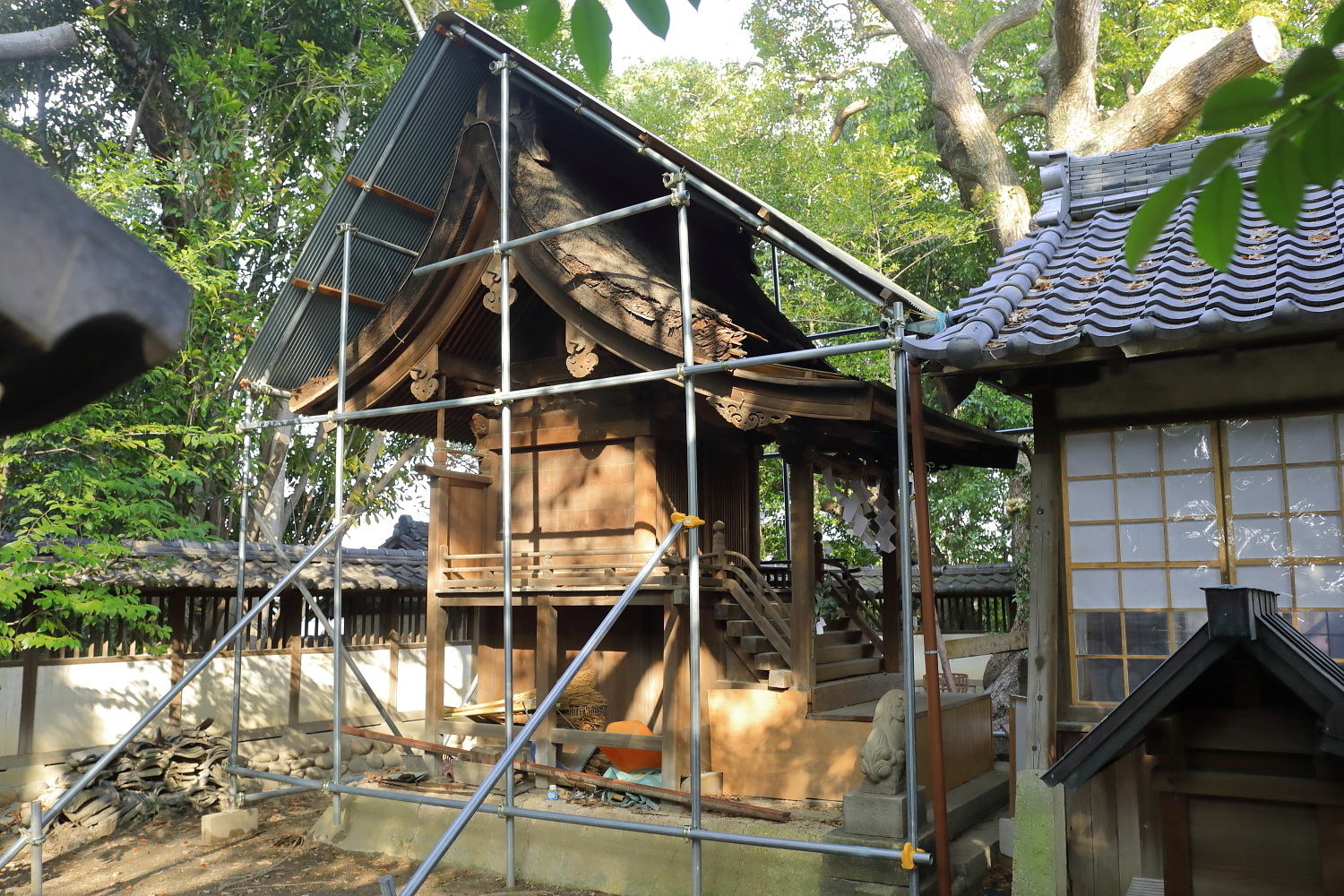
本殿

建物の配置は尾張造という様式であり、本殿、祭文殿、拝殿が北から南に一直線に配置されている。
名古屋市緑区や南区、豊明市、東海市、大府市の一部の祭礼には猩猩（しょうじょう）の人形が登場する。南区周辺には明治初期ごろに伝わったとされ、七所神社の祭礼にも猩猩が登場する。
- 本殿
- 祭文殿
- 拝殿

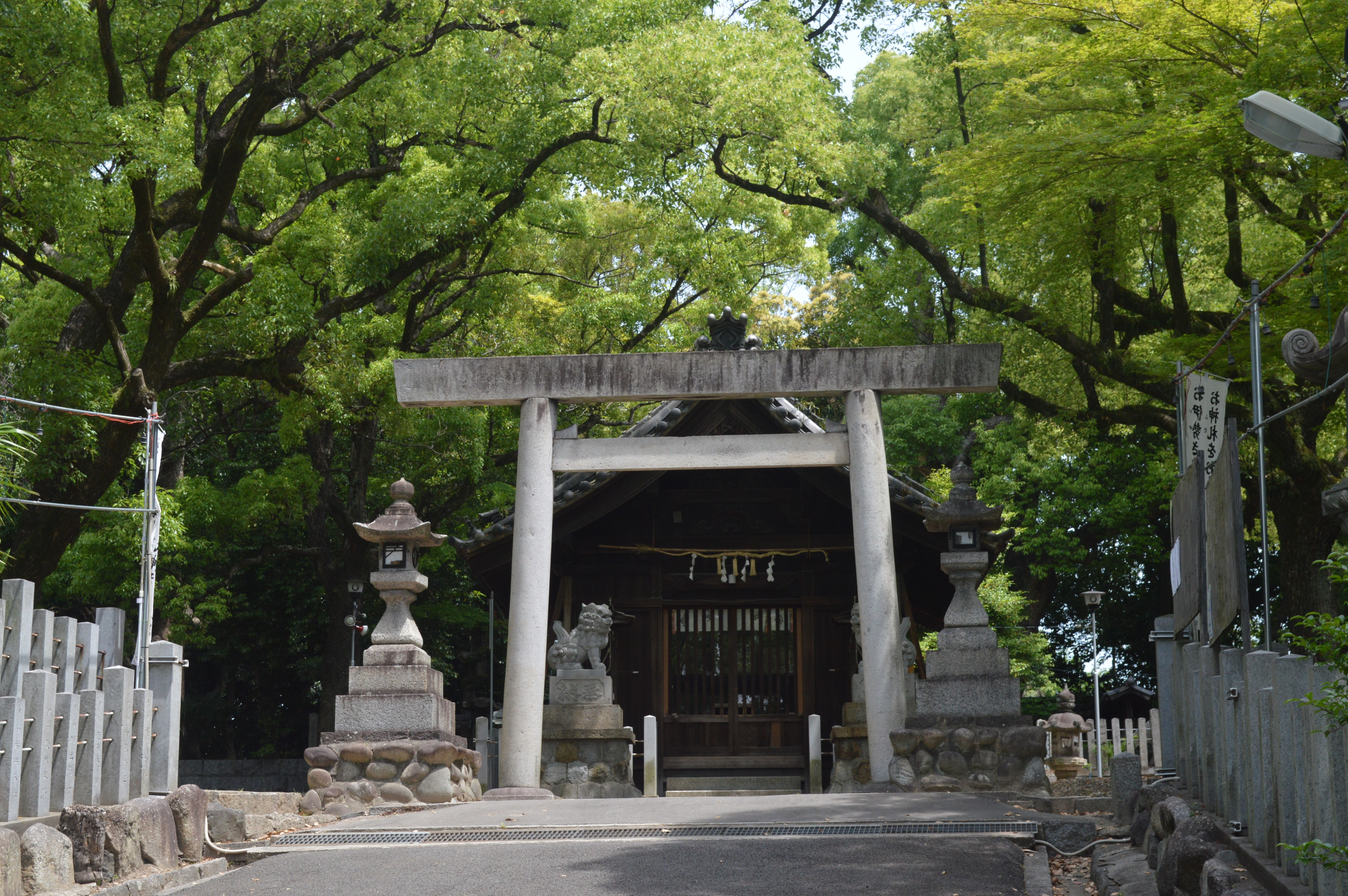
鳥居
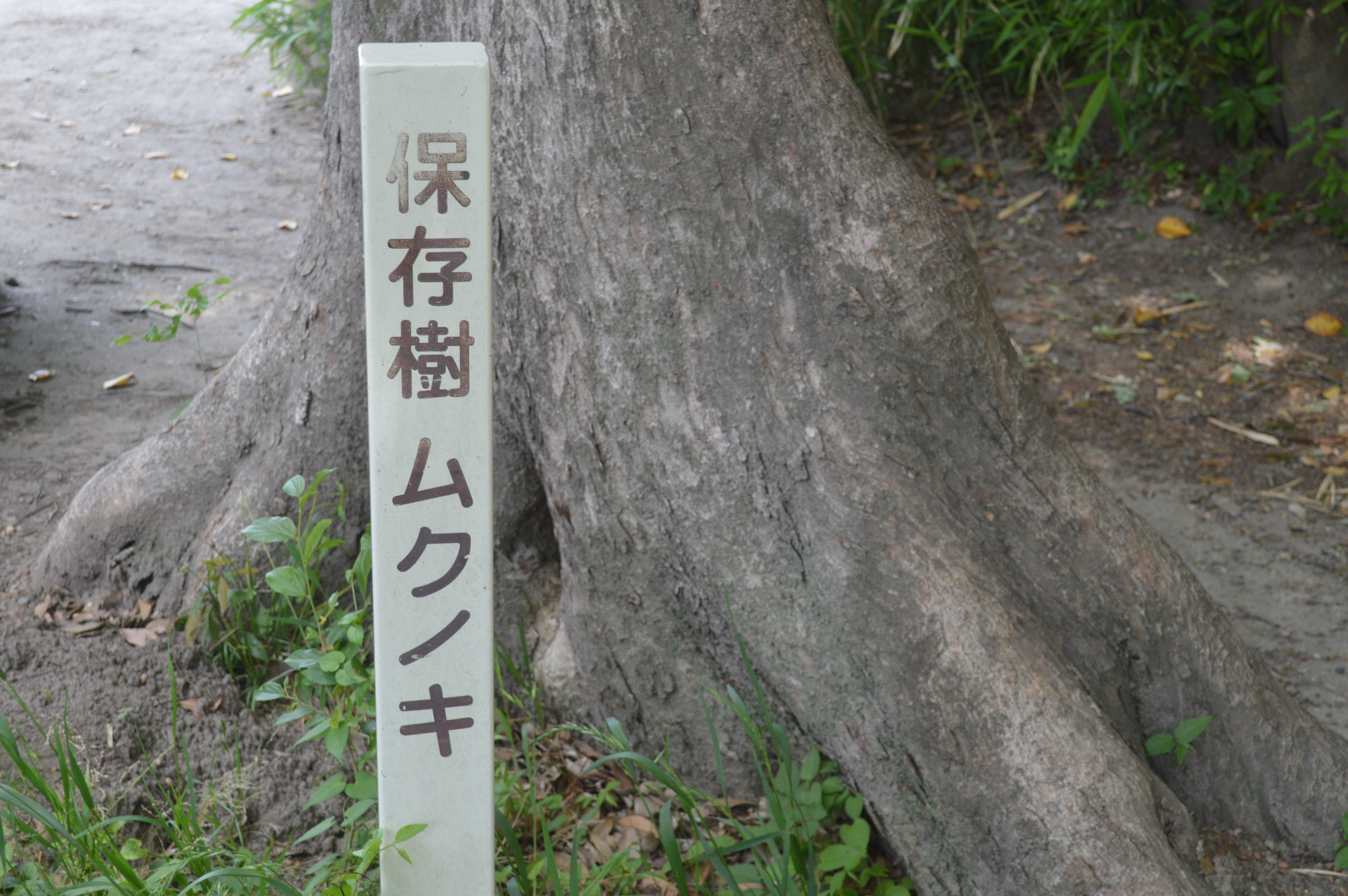
保存樹のムクノキ

- 神楽師の碑

- 鳥居
- 保存樹のムクノキ

## 文化財

### 登録有形文化財
- 本殿 - 木造平屋建、檜皮葺。建築面積4.0㎡。大正前期竣工。

## 現地情報
所在地
- 457-0051 愛知県名古屋市南区笠寺町天満12

アクセス
- 名鉄名古屋本線本笠寺駅から徒歩15分